# Lorentzbuidelmuis
De Lorentzbuidelmuis (Neophascogale lorentzii) is een buidelmuis die voorkomt in de bergen van Nieuw-Guinea. Het is de enige soort in het geslacht Neophascogale. De wetenschappelijke naam van de soort werd voor het eerst geldig gepubliceerd door Fredericus Anna Jentink in 1911.

## Beschrijving
De Lorentzbuidelmuis is een middelgroot, solitair levend roofbuideldier met zeer lange klauwen, vrij kleine ogen, een witte staartpunt en een vacht met zilverkleurige vlekken. De kop-romplengte bedraagt 16,6 tot 23 cm, de staartlengte 17 tot 21,4 cm, de achtervoetlengte 33 tot 42 mm, de oorlengte 23 tot 25 mm en het gewicht 212 g (gebaseerd op respectievelijk 9, 9, 8, 5 en 1 exemplaren). Deze soort is overdag actief en leeft van insecten.

## Verspreiding
Deze soort komt voor in bergachtige gebieden van Nieuw-Guinea, van het Weyland-gebergte in het westen tot Mount Hagen in het oosten, op 1500 tot 3000 m hoogte.

## Onderverdeling
Dit geslacht werd aanvankelijk tot het Australische geslacht Phascogale gerekend en later samen met Phascolosorex in een aparte onderfamilie, Phascolosoricinae, geplaatst. De Neophascogale-Phascolosorex-groep blijkt genetisch echter verwant te zijn aan de buidelmarters (Dasyurus) en de Tasmaanse duivel (Sarcophilus harrisi); daarom wordt de groep nu tot de Dasyurini gerekend.